# Тепличное (Запорожская область)
Тепличное (укр. Тепличне) — посёлок (Шевченковский район), Запорожский городской совет, Запорожская область, Украина.
Код КОАТУУ — 2310167500.
Посёлок ликвидирован в 2009 году.

## Географическое положение
Посёлок  Тепличное находится на восточной окраине города Запорожье
у истоков реки Сухая Московка.
Рядом проходят автомобильные дороги Н-15 и М-18 (E 105),
железная дорога, станция Запорожье-Грузовая в 1,5 км.

## Население
Население по переписи 2001 года составляло 2630 человек.

### Языковой состав
Родной язык населения по данным переписи 2001 года:
| Язык       | Численность, чел. | Доля     |
| ---------- | ----------------- | -------- |
| Украинский | 1 557             | 59,20 %  |
| Русский    | 1 054             | 40,08 %  |
| Другое     | 19                | 0,72 %   |
| Итого      | 2 630             | 100,00 % |

## История
- Основан в 1946 году, назывался совхоз имени Жданова.
- 5 июля 1991 года Запорожский тепличный комбинат и посёлки Чапаевка и Криничное были преобразованы в посёлок городского типа Тепличное.
- 23 апреля 2009 года исключён из учётных данных[1][4].
- В 2009 году на территории частного сектора Шевченковской райадминистрацией г.Запорожье, создан квартальный комитет №163.  В квартал №163 вошли улицы :ул. Центральная - ЧАСТИЧНО ул. Казацкой Чайки (Верхоянская)  ул. Борисоглебская  ул. Чигиринская (Калужская)  ул. Максима Кривоноса (Тухачевского)  ул. Юрия Федорюка (Железнякова)  ул. Леонида Приня (Лазо)  ул. Николая Хвылевого (Розы Люксембург)  ул. Загородная (Тольятти)  ул. Артема Веделя(ул. Щукина)  ул. Григория Чечета (Либкнехта Карла)  ул. Афанасия Андриевского(Зорге)  пер. Встречный -ЧАСТИЧНО

## Объекты социальной сферы
- Школа № 111.
- Детский сад.
- Стадион.